# Eduardo Blanco Acevedo
Eduardo Blanco Acevedo (Montevideo; 14 de març de 1884 - ibídem; 7 de juliol de 1971) fou un metge i polític uruguaià, pertanyent al Partit Colorado.

## Família
Fill de Juan Carlos Blanco Fernández i de Luisa Acevedo Vásquez. Els seus germans Daniel, Juan Carlos i Pablo també van tenir una destacada actuació política.
Casat amb Sara Shaw Usher.

## Carrera
Graduat en Medicina el 1912, es va especialitzar en cirurgia a Europa. Durant la Primera Guerra Mundial va treballar com a cirurgià en hospitals francesos, pel que va rebre nombrosos reconeixements per part del govern d'aquell país. Fins i tot va intervenir al mateix Charles de Gaulle, salvant-li el braç dret. En retornar a l'Uruguai, va ser professor a la Facultat de Medicina i va publicar nombrosos treballs sobre temes de la seva especialitat.
En l'àmbit polític, el 1933 va ser nomenat pel president Gabriel Terra (de qui era consogre) com a ministre de Salut Pública, càrrec que va ocupar fins al 1936. En aquest any es va incorporar al Senat. Durant les eleccions de març de 1938 va ser candidat a la presidència de la República per una fracció terrista del Partit Colorado, però va ser derrotat internament per la candidatura d'Alfredo Baldomir Ferrari, també proper al president Terra.
Durant les eleccions de 1946 va ser elegit novament senador. En aquesta època se sent parlar del "blancoacevedismo" com un moviment polític important dins del Partit Colorado. El 1951 va ser designat pel nou president Andrés Martínez Trueba com a ministre d'Instrucció Pública i Previsió Social (actualment Educació i Cultura). Un any després, el Parlament el va triar per ocupar un lloc al primer Consell Nacional de Govern, el qual va completar el mandat de Martínez Trueba, fins al febrer de 1955. En acabar aquest període, va ocupar una banca a la Cambra Alta durant un període més, fins al 1959.